# Deanna Russo
Deanna Russo, ameriška televizijska igralka, *17. oktober 1979, New Jersey, ZDA.
Najbolj je poznana po svoji vlogi kot Dr. Logan Armstrong v telenoveli The Young and the Restless.
Nedolgo nazaj je igrala v NBC-jevem filmu Vitez za volanom (Knight Rider) v vlogi Sarah Graiman, hčer stvaritelja KITT-a in to vlogo obdržala tudi v Vitez za volanom (Knight Rider).
Russojeva je nastopala kot gostujoča igralka v serijah Čarovnice (Charmed), Na kraju zločina (CSI), Na kraju zločina: New York (CSI:NY), Kako sem spoznal vajino mamo (How I Met Your Mother) in Opravljivka (Gossip Girl). V letu 2008 je imela vlogo v filmu Ghost Voyage.
Režirala je kratko komedijo »A Taste of Kream«, ki je prejela številne nagrade. Pojavila se je tudi v raznih reklamah za Ford, Axe, Disney itd.
Ena izmed reklam za Axe je prejela nagrado »Funniest commercial in 2007«.
Pojavila se je tudi na številnih naslovnih straneh revij (Brides, Health itd.) in bila »Babe of the Month« v decembrski izdaji Playboya 2007.
Igrala je tudi v filmu Believers z Johnnyjem Messnerjem.
1. ↑  Person Profile // Internet Movie Database — 1990.